# Robert P. Dunlap
Robert Pinckney Dunlap, född 17 augusti 1794 i Brunswick, Massachusetts (i nuvarande Maine), död 20 oktober 1859 i Brunswick, Maine, var en amerikansk demokratisk politiker. Han var Maines guvernör 1834–1838 och ledamot av USA:s representanthus 1843–1847.
Dunlap utexaminerades 1815 från Bowdoin College, studerade juridik och arbetade därefter som advokat i Brunswick. Han var tidigt aktiv inom delstatspolitiken. År 1824 fick han ta emot Lafayette som var på besök i Maine.
Dunlap efterträdde 1834 Samuel E. Smith som guvernör och efterträddes 1838 av Edward Kent. Fem år senare tillträdde Dunlap som ledamot av USA:s representanthus där han satt i två tvååriga mandatperioder. Åren 1853–1857 var han postmästare i Brunswick.